# 红毛琼楠
红毛琼楠（学名：Beilschmiedia rufohirtella）为樟科琼楠属下的一个种。